# Laserbeugungs-Partikelgrößenanalyse

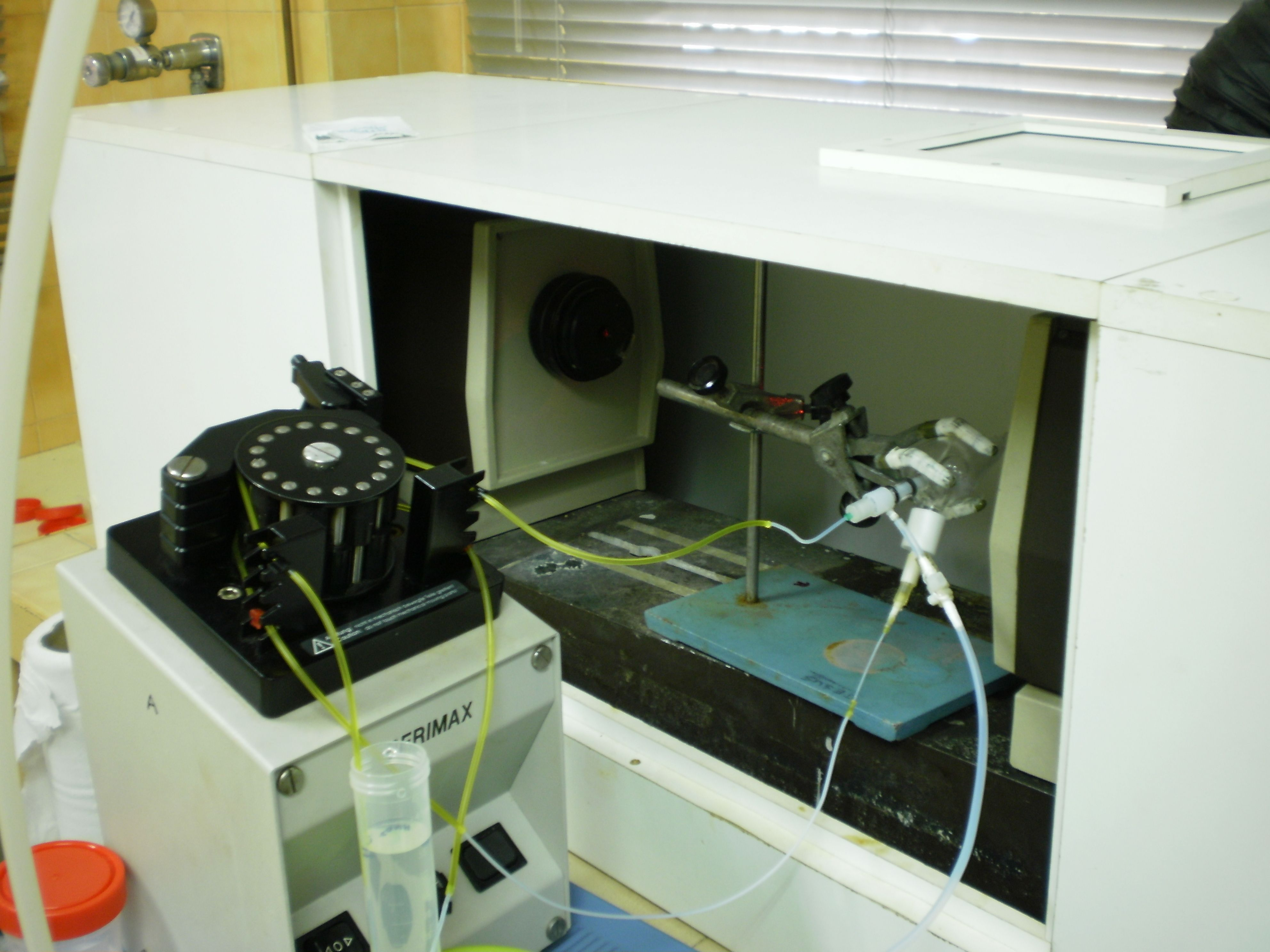
Laserbeugungs-Messsystem

Die Laserbeugungs-Partikelgrößenanalyse oder lasergranulometrische Messung bezeichnet die Messung der Verteilung der Größe von festen oder flüssigen Partikeln in einem flüssigen oder gasförmigen Medium mit Hilfe von Ablenkung (Beugung) der Lichtwellen eines Laserstrahls. Dazu werden Geräte verwendet, die Laserbeugungs-Messsysteme, Laserbeugungssensoren oder Laserbeugungs-Partikelgrößenanalysatoren genannt werden.

## Aufbau

Laserbeugungsanalysegerät: Partikel (4) bewegen sich durch die ebene Welle (3) des Lasers (1), wobei Beugungsmuster (6) entstehen

Der Partikelstrom besteht aus den zu messenden Partikeln in einer Flüssigkeit oder einem Gas. Die Partikel werden vom Medium quer durch das Laserlicht transportiert. Dabei ist es egal, wie schnell das geschieht.
An dieser Stelle im Gerät ist das Laserlicht eine ebene Welle, es besteht aus gleichartigen Lichtwellen, die in die gleiche Richtung gehen. Sie wird durch einen breiter gemachten Laserstrahl gebildet. Das geschieht mit Linsen, manchmal zusätzlich auch mit Lichtwellenleitern.
Unter Umständen werden Lichtquellen gleicher oder unterschiedlicher Wellenlängen eingesetzt, was zudem den Messbereich vergrößert. Die Strahlung wird an den Partikeln reflektiert, gebeugt oder passiert sie ungehindert. Hinter dem Partikelstrom befindet sich eine weitere Linse (im Bild: 5) oder eigentlich ein Linsensystem. Es wird auch als Fourierlinse zusammengefasst, aufgrund ihrer Eigenschaft in mathematischen Modellen. Das Licht, das diese Linse erreicht, wird am optoelektronischen Sensor, der in dessen Brennweite montiert ist, gemessen und elektronisch ausgewertet (im Bild: 6). Das parallel laufende Laserlicht wird gleichzeitig wieder zu einem Punkt fokussiert und stört nicht den Rest der Messung. Das entstandene Bild am Sensorschirm ist rund und punktsymmetrisch. Demnach ist auch der Sensor rund, und es reicht, wenn er halbkreisförmig ist.

## Funktionsweise

Kleines Probenteilchen

Größeres Probenteilchen

Das Laserbeugungssystem basiert grundsätzlich auf der Fraunhofer-Beugung, bei genauerer Betrachtung wird auch die Mie-Theorie verwendet.
Nach ersterer steht das Beugungsmuster eines kugelähnlichen Partikels in Beziehung zur Partikelgröße. Konkret nimmt die Dichte der Beugungsringe zu, je größer das Teilchen ist. Sind die Partikel nicht kugelförmig, so entstehen Muster, die nicht mehr symmetrisch wie Ringe sind, aber dennoch punktsymmetrisch. Die Drehungslage hängt von der Lage des Partikels ab. Werden aber viele Partikel verwendet und wird dann die Summe der unterschiedlichen Lichtintensitäten der jeweiligen halbkreisförmigen Ringe am Sensor gebildet, kann unabhängig von der Partikellage auf die mittlere Größe (einer volumensgleichen Kugel) geschlossen werden.
Die Fraunhofer-Beugung findet bei der Partikelgrößenmessung bis in den Mikrometer-Bereich Anwendung. Sie beschreibt den Teil der Lichtablenkung, der ausschließlich durch Beugung zustande kommt. Fällt Licht auf ein Hindernis, z. B. einen Partikel, so kommt es u. a. zur Beugung. Für ausreichend große Partikel wird die Lichtablenkung durch die Beugung dominiert. Ein großer Vorteil der Fraunhofer-Theorie besteht darin, dass keine Kenntnisse über die optischen Eigenschaften des untersuchten Materials notwendig sind.
Die Mie-Theorie wird für die Größenbestimmung von Partikeln angewandt, deren Durchmesser nicht deutlich über der Wellenlänge des verwendeten Lichtes liegen. Sie beruht auf der Messung der Streuung von elektromagnetischen Wellen an sphärischen Partikeln. Bei der Mie-Theorie müssen Brechungs- und Absorptionsindex des Probenmaterials bekannt sein. Die untere Grenze des mit der Mie-Theorie erfassbaren Größenbereichs liegt bei rund 10 nm.

## Anwendung
Das System kann durch die ebene Welle größere Distanzen zur Durchleuchtung von Proben überbrücken, was besonders bei gasförmigen Medien, z. B. Sprays, praktisch ist. Die Geräte lassen sich in weiten Bereichen elektronisch justieren, einrichten und automatisieren.
Für Pulverproben mit größeren Partikeln (deutlich größer als 1 µm) kann die Auswertung nach Fraunhofer-Theorie erfolgen. Das an großen Partikeln gebeugte Licht wird vom Ringdetektor detektiert, welcher auf der optischen Achse Lichtquelle – Küvette – Ringdetektor liegt. Eingabe oder Vorlage der optischen Parameter des zu messenden Materials ist in diesem Fall nicht erforderlich. Deswegen wird die Auswertung nach Fraunhofer für Pulvermischungen eingesetzt, von denen die optischen Eigenschaften Brechungsindex und Absorption bei den verwendeten Laserlichtwellenlängen nicht bekannt sind.
Für feinere Partikel kann mit der Mie-Theorie gerechnet werden. Hierfür ist die Eingabe des Brechungsindex und der Absorption des Materials bei der verwendeten  Lichtwellenlänge erforderlich.  Durch den Einsatz mehrerer Lichtwellenlängen lassen sich genauere optische Modelle erstellen, die eine verbesserte Wiedergabe der Partikelgrößenverteilungen im Bereich unterhalb einer Partikelgröße von 1 µm ermöglichen.